# Klasztor San Isidoro del Campo
Klasztor San Isidoro del Campo – dawne opactwo cystersów, położone w miejscowości Santiponce (starożytne miasto Italica), w prowincji Sewilla, na terenie Andaluzji w Hiszpanii.

## Historia
Opactwo zostało założone około 1301 roku, kiedy to hiszpański szlachcic Alonso Pérez de Guzmán znany też jako Guzmán el Bueno (Guzmán Dobry) oraz jego żona María Alfonso Coronel, na terenie pustelni mozarabijskiej wybudowali świątynie. W 1309 syn Guzmána, Juan Pérez de Guzmán obok pierwszej świątyni, wybudował drugi, mniejszy kościół. W 1431 roku klasztor należący do zakonu cystersów, został przekazany zakonowi hieronimitów, których własnością pozostał do połowy XIX wieku. Klasztor był filią Opactwa Morimond i uważany był za najbardziej wysunięty na południe klasztor cystersów w Europie Zachodniej. Pod rządami Juana Álvareza Mendizábala w 1836 roku klasztor został rozwiązany. Klasztor został odrestaurowany w 2002 roku.

## Opis
Jednym z najcenniejszych elementów wyposażenia większego kościoła jest XVI wieczny, drewniany, barokowy ołtarz główny, wykonany w latach 1609–1613 przez  hiszpańskiego rzeźbiarza Juana Martíneza Montañésa, z rzeźbą św. Hieronima umieszczoną w środkowej niszy ołtarza. Ołtarz ten, to jedno ze szczytowych osiągnięć polichromowanej sztuki rzeźbiarskiej na terenie Hiszpanii. Natomiast krużganki wykonane zostały w stylu mudéjar. Zdobią je XV wieczne freski. Pierwotna roślinność w otoczeniu klasztoru została zachowana do dzisiaj.